# Nuussuaq
Nuussuaq (starým pravopisem: Nûgssuaq, druhý formální název: Kraulshavn) je poloostrov v Baffinově zálivu zhruba v polovině západního pobřeží Grónska.
Poloostrov má tvar oválu, má délku skoro 180 kilometrů, jeho šířka je 48 kilometrů. Na jihozápadu se nachází ostrov Disko, minimální vzdálenost mezi nimi je kolem 12 kilometrů přes průliv Sullorsuaq; na severovýchodu je ostrov Uummannaq, vzdálenost mezi nimi je 7 kilometrů přes průliv Sarkarput. Dále na severovýchodě se nachází systém fjordů Uummannaq.
Poloostrov Nuussuaq je hornatý, nejvyšší bod má 2237 metrů nad mořem. V centru poloostrova se nachází údolí s ledovcovým jezerem Tessersuak, které má smaragdový odstín.
Na jihozápadní stráně poloostrova je archeologické naleziště Qilakitsoq. Výzkumy potvrdily, že tu lidé trvale žili v období 2500–800 př. n. l.; později se této kultuře začalo říkat Saqqacká (podle města Saqqaq).
Na poloostrově se nacházejí sídla Niaqornat (41 obyvatel), Qaarsut (162 obyvatel), Saqqaq (157 obyvatel) a Qeqertaq (118 obyvatel).